# Ayguesvives
Ayguesvives is een gemeente in het Franse departement Haute-Garonne (regio Occitanie). De plaats maakt deel uit van het arrondissement Toulouse. Ayguesvives telde op 1 januari 2022 2.807 inwoners.

## Geografie
De oppervlakte van Ayguesvives bedroeg op 1 januari 2022 13,11 vierkante kilometer; de bevolkingsdichtheid was toen 214,1 inwoners per km².

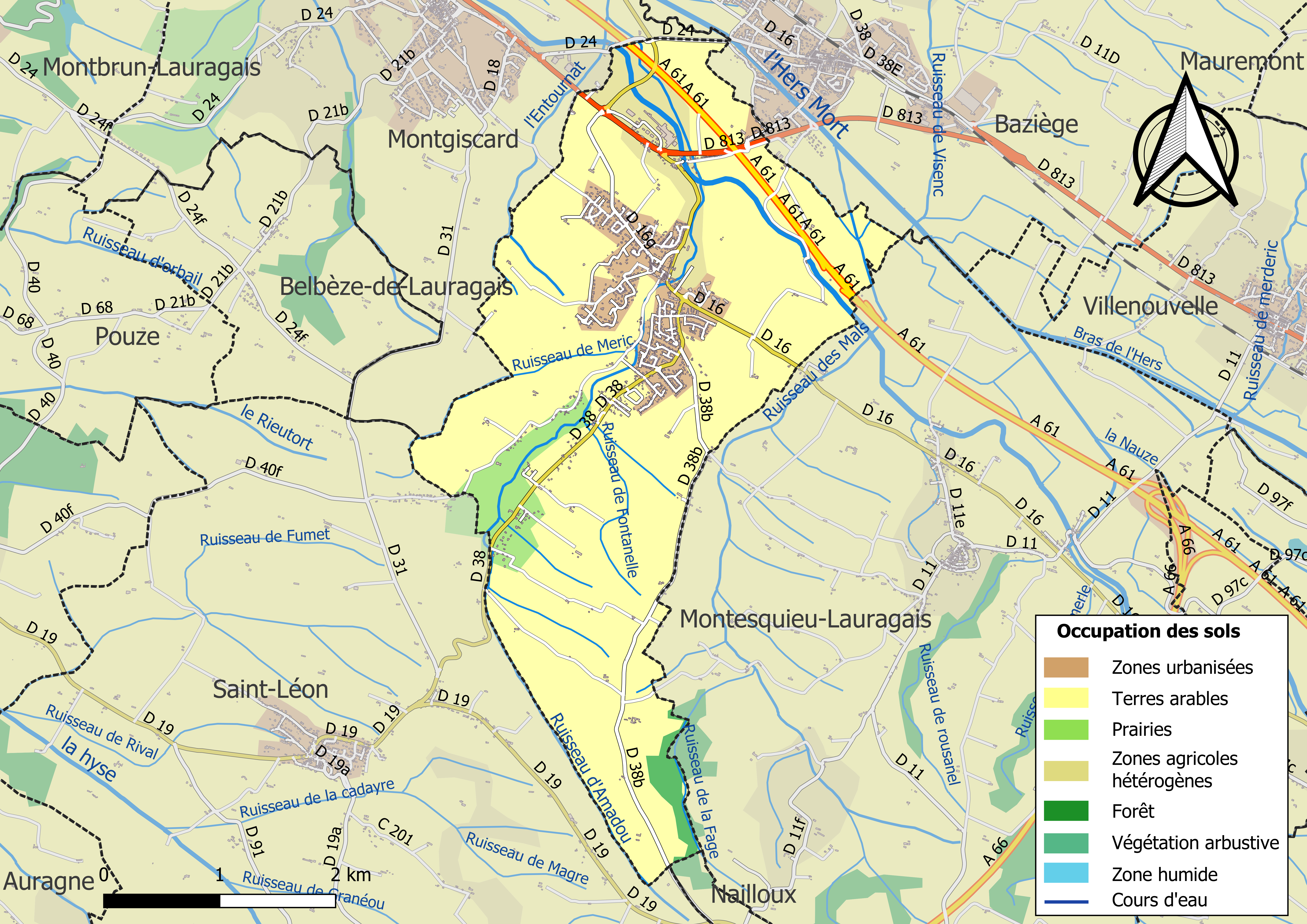
Kaart van de gemeente met belangrijkste infrastructuur, bodemgebruik en omliggende gemeenten

## Demografie
Onderstaande figuur toont het verloop van het inwonertal (bron: INSEE-tellingen).